# Supernatural (sezonul 3)
Sezonul al treilea Supernatural, un serial de televiziune  american  creat de Eric Kripke, a avut premiera la 4 octombrie 2007 și s-a terminat la 15 mai 2008. Sezonul trei este format din 16  episoade care au fost difuzat inițial în zilele de joi la 21:00, în Statele Unite. Inițial,  au fost comandate 22 de episoade pentru al treilea sezon, dar producția a încetat la 5 decembrie 2007, după terminarea episodului 12 datorită grevei scenariștilor din America din 2007-2008. Numărul episoadelor acestui sezon a fost scurtat la șaisprezece episoade, patru noi episoade fiind difuzate în aprilie și mai 2008.

## Prezentare
Sezonul se concentrează în principal pe încercarea de a-l salva pe Dean de pactul său și pe vânarea demonilor care au ieșit din Iad prin portal. De-a lungul misiunii lor, frații se întâlnesc cu Ruby, un demon „bun”, care este interesat de Sam și care pretinde că este capabil să ajute la salvarea lui Dean. De asemenea, se întâlnesc cu Bela Talbot, o colecționară și vânzătoare de obiecte oculte, care este constant un ghimpe în coasta lor. Frații află de la Bela cine deține contractul lui Dean: un demon puternic pe nume Lilith. Lilith a luat sufletul lui Bela, după expirarea contractului ei, dar nu înainte de a-i avertiza pe Sam și Dean. Frații, împreună cu Ruby, o vânează pe Lilith și încercă să o omoare. Lilith nu-l poate opri pe Sam din cauza abilităților sale misterioase; totuși contractul lui Dean expiră și sufletul său este luat în Iad.

## Episoade
În tabelul următor, numărul din prima coloană se referă la numărul episodului în cadrul întregii serii, în timp ce numărul din a doua coloană se referă la numărul episodului în cadrul primului sezon "Audiență SUA (milioane)" se referă la cât de mulți americani au vizionat episodul în ziua difuzării sale.
| Nr. în serial | Nr. în sezon | Titlu                           | Regia           | Scenariu                                                                 | Premiera TV       | Cod producție | Audiență SUA (milioane) |
| ------------- | ------------ | ------------------------------- | --------------- | ------------------------------------------------------------------------ | ----------------- | ------------- | ----------------------- |
| 45            | 1            | „The Magnificent Seven”         | Kim Manners     | Eric Kripke                                                              | 4 octombrie 2007  | 3T6901        | 2.97                    |
| 46            | 2            | „The Kids Are Alright”          | Phil Sgriccia   | Sera Gamble                                                              | 11 octombrie 2007 | 3T6902        | 3.16                    |
| 47            | 3            | „Bad Day at Black Rock”         | Robert Singer   | Ben Edlund                                                               | 18 octombrie 2007 | 3T6903        | 3.03                    |
| 48            | 4            | „Sin City”                      | Charles Beeson  | Robert Singer & Jeremy Carver                                            | 25 octombrie 2007 | 3T6904        | 3.02                    |
| 49            | 5            | „Bedtime Stories”               | Mike Rohl       | Cathryn Humphris                                                         | 1 noiembrie 2007  | 3T6905        | 3.24                    |
| 50            | 6            | „Red Sky at Morning”            | Cliff Bole      | Laurence Andries                                                         | 8 noiembrie 2007  | 3T6906        | 3.01                    |
| 51            | 7            | „Fresh Blood”                   | Kim Manners     | Sera Gamble                                                              | 15 noiembrie 2007 | 3T6907        | 2.88                    |
| 52            | 8            | „A Very Supernatural Christmas” | J. Miller Tobin | Jeremy Carver                                                            | 13 decembrie 2007 | 3T6908        | 3.02                    |
| 53            | 9            | „Malleus Maleficarum”           | Robert Singer   | Ben Edlund                                                               | 31 ianuarie 2008  | 3T6909        | 2.95                    |
| 54            | 10           | „Dream a Little Dream of Me”    | Steve Boyum     | Poveste de: Sera Gamble & Cathryn Humphris Scenariu de: Cathryn Humphris | 7 februarie 2008  | 3T6910        | 2.68                    |
| 55            | 11           | „Mystery Spot”                  | Kim Manners     | Poveste de: Jeremy Carver & Emily McLaughlin Scenariu de: Jeremy Carver  | 14 februarie 2008 | 3T6912        | 2.97                    |
| 56            | 12           | „Jus in Bello”                  | Phil Sgriccia   | Sera Gamble                                                              | 21 februarie 2008 | 3T6911        | 3.23                    |
| 57            | 13           | „Ghostfacers”                   | Phil Sgriccia   | Ben Edlund                                                               | 24 aprilie 2008   | 3T6913        | 2.22                    |
| 58            | 14           | „Long Distance Call”            | Robert Singer   | Jeremy Carver                                                            | 1 mai 2008        | 3T6914        | 2.63                    |
| 59            | 15           | „Time Is on My Side”            | Charles Beeson  | Sera Gamble                                                              | 8 mai 2008        | 3T6915        | 2.55                    |
| 60            | 16           | „No Rest for the Wicked”        | Kim Manners     | Eric Kripke                                                              | 15 mai 2008       | 3T6916        | 3.00                    |

## Legături externe
- Site web oficial
- „Supernatural” la Internet Movie Database
- Lista episoadelor din Supernatural  season 3 la TV.com

- Supernatural la epguides.com
- Season 3 on Supernatural Wiki